# والریو روجری
والریو روجری (ایتالیایی: Valerio Ruggeri؛ ‏ ۱۲ فوریهٔ ۱۹۳۴ – ۴ ژوئیهٔ ۲۰۱۵) بازیگر و صداپیشه اهل ایتالیا بود.
از فیلم‌هایی که وی در آن نقش داشته‌است، می‌توان به یوزپلنگ، یک نابغه، دو شریک و یک ساده‌دل و فانتوتزی اشاره کرد.